# Código de barras de la vida
Contexto en El rol del ADN y los "marcadores de ADN en taxonomía

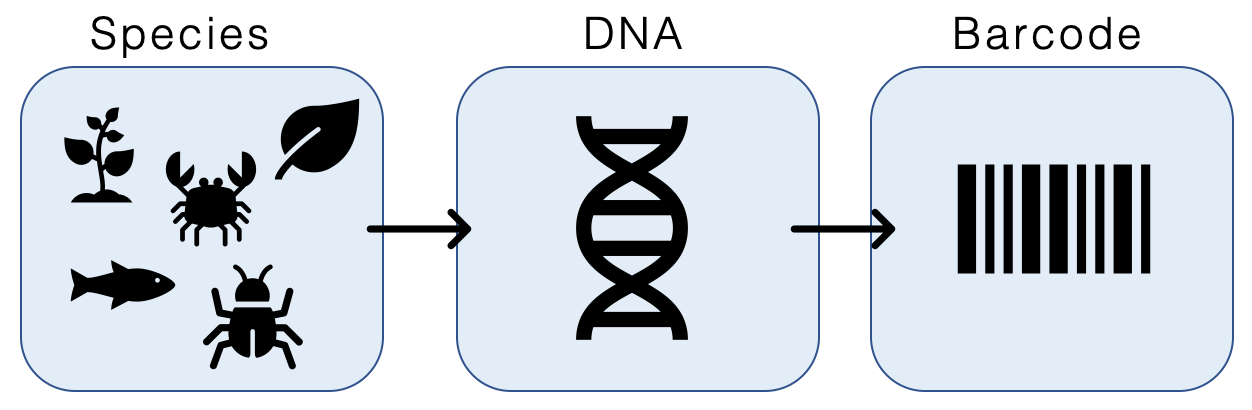
Esquema de código de barras de ADN

Se denomina código de barras de la vida (del inglés: Barcode of Life ‘BOL’) a sistemas de bancos genéticos que buscan recabar y poner a disposición de los especialistas dispersos por el mundo vía internet, la información contenida en el ADN de todos los taxones conocidos. Para ello se recaba y utiliza ADN de una secuencia estandarizada y corta, una por taxón. La idea se originó en el año 2003, como una propuesta de investigadores de la Universidad de Guelph, de la provincia de Ontario, Canadá.

## Características
El método obliga a que cada muestra de ADN sea archivada con su correspondiente “ejemplar tipo” (uno para cada taxón), además de los datos de recolección habituales. Estos tipos son archivados en instituciones específicas (museos, laboratorios moleculares, universidades, jardines zoológicos, jardines botánicos, herbarios, etc.) una por cada país, siendo que en algunos casos a una misma institución se le asigna el contener los tipos de más de un país, en los casos en que algunas naciones no cuenten con la tecnología o los recursos económicos para hacerlo. 
De esta manera la creación de ejemplares tipo de códigos genéticos representa una metodología paralela a la que realiza la taxonomía tradicional.
En una primera etapa se definió cuál sería la región del ADN que se emplearía para confeccionar el código de barras. Debía ser corta y lograr un porcentaje elevado de secuencias únicas. Para animales, algas y hongos ha brindado altos porcentajes (95 %) una porción de un gen mitocondrial el cual codifica para la subunidad 1 de la enzima citocromo-oxidasa, CO1, región alrededor de 648 pares de bases.
Para el caso de las plantas el empleo del CO1 no ha resultado eficaz ya que éstas poseen en esa región niveles bajos de variabilidad, a lo que se le suma las dificultades que se producen por los frecuentes efectos de poliploidía, introgresión y la hibridación, por lo que el genoma del cloroplasto parece más adecuado.
La construcción de la biblioteca de códigos de barras genéticos se enfocó en un principio en los peces y las aves, a los que le siguieron las mariposas y otros invertebrados. En los casos de las aves, generalmente la muestra de ADN se obtiene del pecho. 
Los investigadores ya han desarrollado catálogos específicos para grandes grupos animales, como las abejas (Bee-BOL), las aves (All Birds Barcoding Initiative), mamíferos (The Mammal BOL) o peces (Fish-BOL). Otro empleo es el analizar la zoocenosis completa de un área geográfica determinada, como por ejemplo el proyecto del "Código de Barras de la Vida Polar" (PolarBOL) que pretende reunir los rasgos genéticos de todos los organismos que viven en ambos polos de la Tierra. Relacionada con esta forma es la de codificar toda la ictiofauna de una cuenca hidrográfica, por ejemplo la que se comenzó a desarrollar en la del río São Francisco, en el nordeste del Brasil.
El potencial del empleo de Barcodes es muy amplio, desde el descubrimiento de numerosas especies crípticas (ya ha dado numerosos resultados positivos), la utilización en la identificación de las especies en cualquier estadio de su vida, la identificación segura en los casos de especies protegidas que son ilegalmente traficadas, etc.

## Proyectos
Los proyectos internacionales de búsqueda de "barcodes" son:  
“Barcode of Life Database” o Barcoding of Life (BOLD).
Este proyecto pertenece a la Universidad canadiense de Guelph.
“Consortium for the Barcode of Life (CBOL)
Este proyecto se formó en mayo del 2004.
“The International Nucleotide Sequence Database Collaborative”
Esta es una asociación entre varias instituciones: 
- GenBank de Estados Unidos,
- “European Molecular Biology Lab” de Alemania
- “DNA Data Bank” del Japón.

## Controversias
Sus detractores señalan que, en relación con los altos presupuestos que demandan, su utilidad no es tan elevada, teniendo en cuenta la baja confiabilidad que ofrece la identificación mediante una única expresión genética, ya que algunas secuencias no dan una información que diferencie adecuadamente a un taxón de los demás, si bien el objetivo es que el código genético sea un complemento taxonómico para una mayor eficacia de las descripciones e identificaciones integrativas.